# Filamento di Nernst

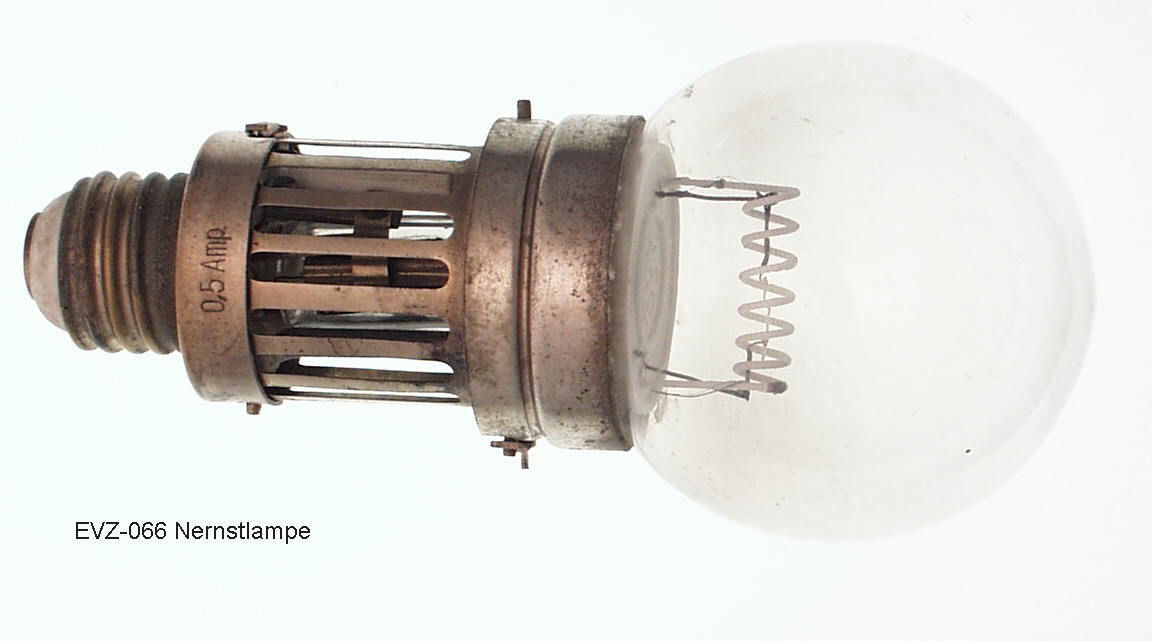
Lampada di Nernst completa, modello B con campana, alimentata a corrente continua 0,5 A, 95 V (immagine per gentile concessione del Landesmuseum für Technik und Arbeit di Mannheim, Germania).

Il filamento di Nernst o lampadina di Nernst è una sorgente luminosa usata in spettroscopia infrarossa. Fu inventato nel 1898 da Walther Nernst. Il filamento di Nernst è costituito da un cilindro composto da ossidi di zirconio, ittrio e torio; alle estremità ci sono due conduttori di platino. Il filamento quando attraversato da corrente elettrica emette radiazione luminosa con maggiore intensità nell'infrarosso tra le temperature di 1200-2000 K.
La lampadina di Nernst utilizza il filamento come emettitore luminoso. Si compone di un filamento pre-riscaldante, del filamento di Nernst, di un limitatore di corrente "ballast" per il precedente (generalmente un resistore ferro-idrogeno) e di un commutatore.
Il filamento di Nernst è scarsamente conduttivo a temperatura ambiente e per questo è necessario che venga riscaldato prima che possa essere attraversato da corrente. Nella lampadina di Nernst questo viene pre-riscaldato dal filamento, composto da un filamento in platino, ricoperto da fibre di amianto e ossido di zirconio. Una volta che il filamento di Nernst viene scaldato a sufficienza, inizia a condurre corrente, che permette al commutatore di disconnettere il filamento riscaldante.